# Mindeltal-Radweg

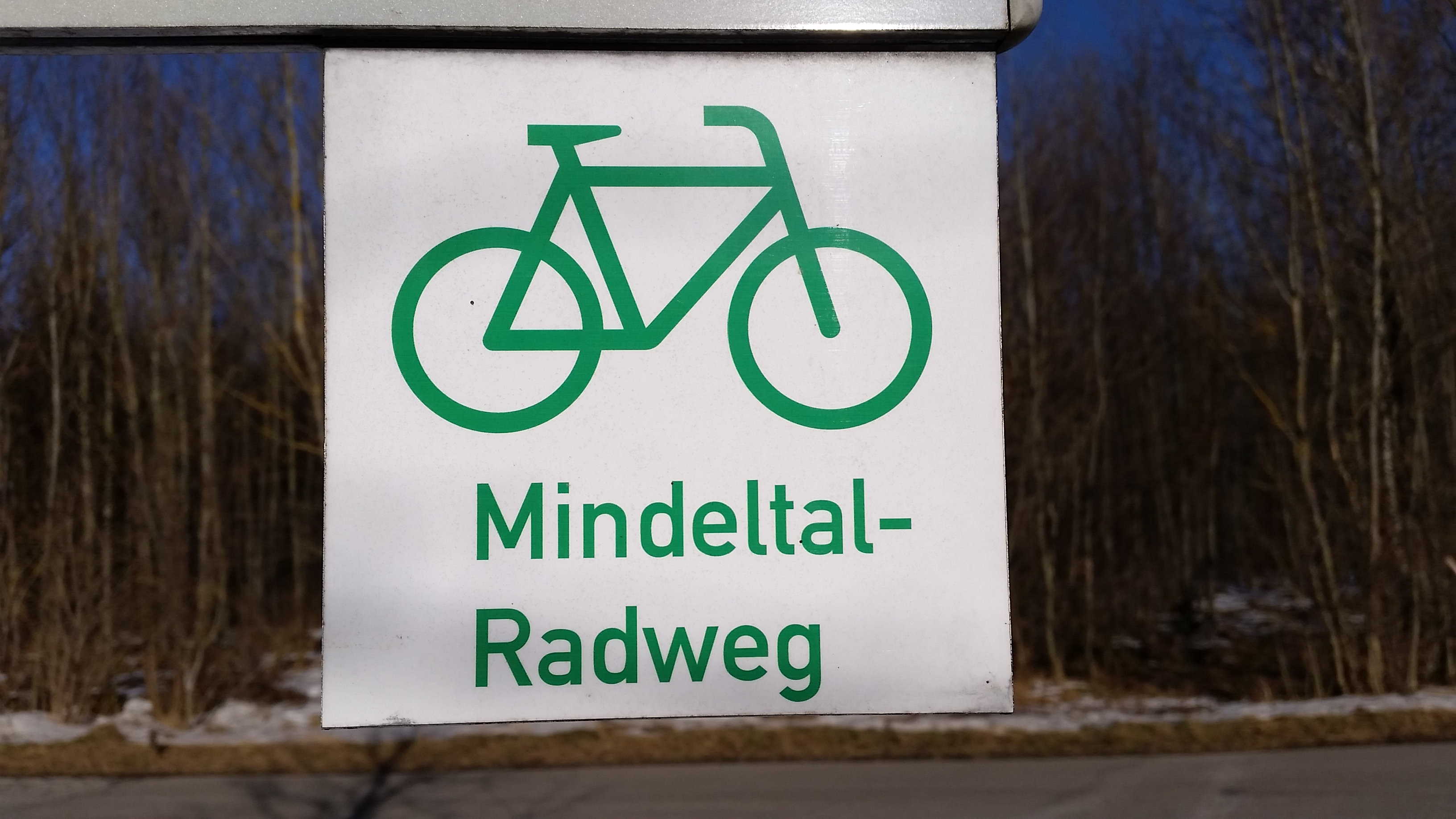
Wegweiser Mindeltal-Radweg

Der Mindeltal-Radweg ist ein im Südwesten von Bayern in Deutschland verlaufender Radweg. Er wurde im April 2003 eingeweiht.

## Verlauf
Der rund 90 Kilometer lange Mindeltal-Radweg beginnt bei der Mindelquelle in der Nähe von Obergünzburg und endet mit der Einmündung der Mindel in die Donau bei Gundremmingen. Die Landkreise Ostallgäu, Unterallgäu und Günzburg werden auf dem meistens ebenen Weg durchfahren.
Verbindungsstrecken führen zum Kammeltal- oder Zusamtal-Radweg. Der gesamte Verlauf des Radweges ist in OpenStreetMap einsehbar. In Gundremmingen besteht der Anschluss zum Donauradweg.

## Karten
- Bayernnetz für Radler, Radnetzkarte im Maßstab 1:625.000 auf der Grundlage der Übersichtskarte Bayern 1:500.000, hrsg. vom Bayerischen Staatsministerium des Innern, Ministerium für Wirtschaft, Infrastruktur, Verkehr und Technologie, München 2005, ISBN 3-910088-95-3